# Temporada 1989-90 de l'NBA
La temporada 1989-90 de l'NBA fou la 44a en la història de l'NBA. Detroit Pistons fou el campió després de guanyar a Portland Trail Blazers per 4-1.

## Classificacions

### Conferència Est
| Equip              | V  | D  | %V   | P  |
| ------------------ | -- | -- | ---- | -- |
| Philadelphia 76ers | 53 | 29 | ,646 | -  |
| Boston Celtics     | 52 | 30 | ,634 | 1  |
| New York Knicks    | 45 | 37 | ,549 | 8  |
| Washington Bullets | 31 | 51 | ,378 | 22 |
| Miami Heat         | 18 | 64 | ,220 | 35 |
| New Jersey Nets    | 17 | 65 | ,207 | 36 |

| Equip               | V  | D  | %V   | P  |
| ------------------- | -- | -- | ---- | -- |
| Detroit Pistons C   | 59 | 23 | ,720 | -  |
| Chicago Bulls       | 55 | 27 | ,671 | 4  |
| Milwaukee Bucks     | 44 | 38 | ,537 | 15 |
| Cleveland Cavaliers | 42 | 40 | ,512 | 17 |
| Indiana Pacers      | 42 | 40 | ,512 | 17 |
| Atlanta Hawks       | 41 | 41 | ,500 | 18 |
| Orlando Magic       | 18 | 64 | ,220 | 41 |

### Conferència Oest
| Equip                  | V  | D  | %V   | P  |
| ---------------------- | -- | -- | ---- | -- |
| San Antonio Spurs      | 56 | 26 | ,683 | -  |
| Utah Jazz              | 55 | 27 | ,671 | 1  |
| Dallas Mavericks       | 47 | 35 | ,573 | 9  |
| Denver Nuggets         | 43 | 39 | ,524 | 13 |
| Houston Rockets        | 41 | 41 | ,500 | 15 |
| Minnesota Timberwolves | 22 | 60 | ,268 | 34 |
| Charlotte Hornets      | 19 | 63 | ,232 | 37 |

| Equip                  | V  | D  | %V   | P  |
| ---------------------- | -- | -- | ---- | -- |
| Los Angeles Lakers     | 63 | 19 | ,768 | -  |
| Portland Trail Blazers | 59 | 23 | ,720 | 4  |
| Phoenix Suns           | 54 | 28 | ,659 | 9  |
| Seattle SuperSonics    | 41 | 41 | ,500 | 22 |
| Golden State Warriors  | 37 | 45 | ,451 | 26 |
| Los Angeles Clippers   | 30 | 52 | ,366 | 33 |
| Sacramento Kings       | 23 | 59 | ,280 | 40 |

* V: Victòries
* D: Derrotes
* %V: Percentatge de victòries
* P: Diferència de partits respecte al primer lloc
* C: Campió

## Playoffs
Els equips en negreta van avançar fins a la següent ronda. Els números a l'esquerra de cada equip indiquen la posició de l'equip en la seva conferència, i els números a la dreta indiquen el nombre de partits que l'equip va guanyar en aquesta ronda. Els campions de divisió estan marcats per un asterisc. L'avantatge de pista local no pertany necessàriament a l'equip de posició més alta al seu grup, sinó a l'equip amb un millor rècord a la temporada regular; els equips que gaudeixen de l'avantatge de casa es mostren en cursiva.
|  | Primera Ronda | Primera Ronda       | Primera Ronda          |   |                        | Semifinals de Conferència | Semifinals de Conferència | Semifinals de Conferència |  |   | Finals de Conferència | Finals de Conferència | Finals de Conferència |  |   | Final NBA       | Final NBA | Final NBA |
|  |               |                     |                        |   |                        |                           |                           |                           |  |   |                       |                       |                       |  |   |                 |           |           |
|  | 1             | Detroit Pistons     | 3                      |   |                        |                           |                           |                           |  |   |                       |                       |                       |  |   |                 |           |           |
|  | 8             | Indiana Pacers      | 0                      |   |                        |                           |                           |                           |  |   |                       |                       |                       |  |   |                 |           |           |
|  | 8             | Indiana Pacers      | 0                      |   | 1                      | Detroit Pistons           | 4                         |                           |  |   |                       |                       |                       |  |   |                 |           |           |
|  |               |                     |                        |   | 1                      | Detroit Pistons           | 4                         |                           |  |   |                       |                       |                       |  |   |                 |           |           |
|  |               | 5                   | New York Knicks        | 1 |                        |                           |                           |                           |  |   |                       |                       |                       |  |   |                 |           |           |
|  | 4             | 5                   | New York Knicks        | 1 | Boston Celtics         | 2                         |                           |                           |  |   |                       |                       |                       |  |   |                 |           |           |
|  | 4             |                     |                        |   | Boston Celtics         | 2                         |                           |                           |  |   |                       |                       |                       |  |   |                 |           |           |
|  | 5             | New York Knicks     | 3                      |   |                        |                           |                           |                           |  |   |                       |                       |                       |  |   |                 |           |           |
|  | 5             | New York Knicks     | 3                      |   |                        |                           |                           |                           |  | 1 | Detroit Pistons       | 4                     |                       |  |   |                 |           |           |
|  |               |                     |                        |   |                        |                           |                           |                           |  | 1 | Detroit Pistons       | 4                     |                       |  |   |                 |           |           |
|  |               | 3                   | Chicago Bulls          | 3 |                        |                           |                           |                           |  |   |                       |                       |                       |  |   |                 |           |           |
|  | 3             | 3                   | Chicago Bulls          | 3 | Chicago Bulls          | 3                         |                           |                           |  |   |                       |                       |                       |  |   |                 |           |           |
|  | 3             |                     |                        |   | Chicago Bulls          | 3                         |                           |                           |  |   |                       |                       |                       |  |   |                 |           |           |
|  | 6             | Milwaukee Bucks     | 1                      |   |                        |                           |                           |                           |  |   |                       |                       |                       |  |   |                 |           |           |
|  | 6             | Milwaukee Bucks     | 1                      |   | 3                      | Chicago Bulls             | 4                         |                           |  |   |                       |                       |                       |  |   |                 |           |           |
|  |               |                     |                        |   | 3                      | Chicago Bulls             | 4                         |                           |  |   |                       |                       |                       |  |   |                 |           |           |
|  |               | 2                   | Philadelphia 76ers     | 1 |                        |                           |                           |                           |  |   |                       |                       |                       |  |   |                 |           |           |
|  | 2             | 2                   | Philadelphia 76ers     | 1 | Philadelphia 76ers     | 3                         |                           |                           |  |   |                       |                       |                       |  |   |                 |           |           |
|  | 2             |                     |                        |   | Philadelphia 76ers     | 3                         |                           |                           |  |   |                       |                       |                       |  |   |                 |           |           |
|  | 7             | Cleveland Cavaliers | 2                      |   |                        |                           |                           |                           |  |   |                       |                       |                       |  |   |                 |           |           |
|  | 7             | Cleveland Cavaliers | 2                      |   |                        |                           |                           |                           |  |   |                       |                       |                       |  | 1 | Detroit Pistons | 4         |           |
|  |               |                     |                        |   |                        |                           |                           |                           |  |   |                       |                       |                       |  | 1 | Detroit Pistons | 4         |           |
|  |               | 3                   | Portland Trail Blazers | 1 |                        |                           |                           |                           |  |   |                       |                       |                       |  |   |                 |           |           |
|  | 1             | 3                   | Portland Trail Blazers | 1 | Los Angeles Lakers     | 3                         |                           |                           |  |   |                       |                       |                       |  |   |                 |           |           |
|  | 1             |                     |                        |   | Los Angeles Lakers     | 3                         |                           |                           |  |   |                       |                       |                       |  |   |                 |           |           |
|  | 8             | Houston Rockets     | 1                      |   |                        |                           |                           |                           |  |   |                       |                       |                       |  |   |                 |           |           |
|  | 8             | Houston Rockets     | 1                      |   | 1                      | Los Angeles Lakers        | 1                         |                           |  |   |                       |                       |                       |  |   |                 |           |           |
|  |               |                     |                        |   | 1                      | Los Angeles Lakers        | 1                         |                           |  |   |                       |                       |                       |  |   |                 |           |           |
|  |               | 5                   | Phoenix Suns           | 4 |                        |                           |                           |                           |  |   |                       |                       |                       |  |   |                 |           |           |
|  | 4             | 5                   | Phoenix Suns           | 4 | Utah Jazz              | 2                         |                           |                           |  |   |                       |                       |                       |  |   |                 |           |           |
|  | 4             |                     |                        |   | Utah Jazz              | 2                         |                           |                           |  |   |                       |                       |                       |  |   |                 |           |           |
|  | 5             | Phoenix Suns        | 3                      |   |                        |                           |                           |                           |  |   |                       |                       |                       |  |   |                 |           |           |
|  | 5             | Phoenix Suns        | 3                      |   |                        |                           |                           |                           |  | 5 | Phoenix Suns          | 2                     |                       |  |   |                 |           |           |
|  |               |                     |                        |   |                        |                           |                           |                           |  | 5 | Phoenix Suns          | 2                     |                       |  |   |                 |           |           |
|  |               | 3                   | Portland Trail Blazers | 4 |                        |                           |                           |                           |  |   |                       |                       |                       |  |   |                 |           |           |
|  | 3             | 3                   | Portland Trail Blazers | 4 | Portland Trail Blazers | 3                         |                           |                           |  |   |                       |                       |                       |  |   |                 |           |           |
|  | 3             |                     |                        |   | Portland Trail Blazers | 3                         |                           |                           |  |   |                       |                       |                       |  |   |                 |           |           |
|  | 6             | Dallas Mavericks    | 0                      |   |                        |                           |                           |                           |  |   |                       |                       |                       |  |   |                 |           |           |
|  | 6             | Dallas Mavericks    | 0                      |   | 3                      | Portland Trail Blazers    | 4                         |                           |  |   |                       |                       |                       |  |   |                 |           |           |
|  |               |                     |                        |   | 3                      | Portland Trail Blazers    | 4                         |                           |  |   |                       |                       |                       |  |   |                 |           |           |
|  |               | 2                   | San Antonio Spurs      | 3 |                        |                           |                           |                           |  |   |                       |                       |                       |  |   |                 |           |           |
|  | 2             | 2                   | San Antonio Spurs      | 3 | San Antonio Spurs      | 3                         |                           |                           |  |   |                       |                       |                       |  |   |                 |           |           |
|  | 2             |                     |                        |   | San Antonio Spurs      | 3                         |                           |                           |  |   |                       |                       |                       |  |   |                 |           |           |
|  | 7             | Denver Nuggets      | 0                      |   |                        |                           |                           |                           |  |   |                       |                       |                       |  |   |                 |           |           |

## Estadístiques
| Categoria                   | Jugador         | Equip               | Mitjana/% |
| --------------------------- | --------------- | ------------------- | --------- |
| Punts per partit            | Michael Jordan  | Chicago Bulls       | 33,6      |
| Rebots per partit           | Hakeem Olajuwon | Houston Rockets     | 14,0      |
| Assistències per partit     | John Stockton   | Utah Jazz           | 14,5      |
| Robatoris per partit        | Michael Jordan  | Chicago Bulls       | 2,8       |
| Taps per partit             | Hakeem Olajuwon | Houston Rockets     | 4,6       |
| Percentatge de tirs de camp | Mark West       | Phoenix Suns        | 62,5      |
| Percentatge de tirs lliures | Larry Bird      | Boston Celtics      | 93,0      |
| Percentatge de triples      | Steve Kerr      | Cleveland Cavaliers | 50,7      |

## Premis
- MVP de la temporada
  -  Magic Johnson (Los Angeles Lakers)

- Rookie de l'any
  -  David Robinson (San Antonio Spurs)

- Millor defensor
  -  Dennis Rodman (Detroit Pistons)

- Millor sisè home
  -  Ricky Pierce (Milwaukee Bucks)

- Jugador amb millor progressió
  -  Rony Seikaly (Miami Heat)

- Entrenador de l'any
  -  Pat Riley (Los Angeles Lakers)

- Primer quintet de la temporada
  - A - Karl Malone, Utah Jazz
  - A - Charles Barkley, Philadelphia 76ers
  - P - Patrick Ewing, New York Knicks
  - B - Michael Jordan, Chicago Bulls
  - B - Magic Johnson, Los Angeles Lakers

- Segon quintet de la temporada
  - Tom Chambers, Phoenix Suns
  - Larry Bird, Boston Celtics
  - Hakeem Olajuwon, Houston Rockets
  - Kevin Johnson, Phoenix Suns
  - John Stockton, Utah Jazz

- Tercer quintet de la temporada
  - James Worthy, Los Angeles Lakers
  - Chris Mullin, Golden State Warriors
  - David Robinson, San Antonio Spurs
  - Clyde Drexler, Portland Trail Blazers
  - Joe Dumars, Detroit Pistons

- Millor quintet de rookies
  - Tim Hardaway, Golden State Warriors
  - Pooh Richardson, Minnesota Timberwolves
  - David Robinson, San Antonio Spurs
  - Sherman Douglas, Miami Heat
  - Vlade Divac, Los Angeles Lakers

- Primer quintet defensiu
  - Dennis Rodman, Detroit Pistons
  - Buck Williams, Portland Trail Blazers
  - Hakeem Olajuwon, Houston Rockets
  - Joe Dumars, Detroit Pistons
  - Michael Jordan, Chicago Bulls

- Segon quintet defensiu
  - Kevin McHale, Boston Celtics
  - Rick Mahorn, Philadelphia 76ers
  - David Robinson, San Antonio Spurs
  - Derek Harper, Dallas Mavericks
  - Alvin Robertson, San Antonio Spurs